# Жарлинкортар
Жарлинкортар, или Ачикал, в верховьях Саласу — река в России, протекает по территории Казбековского района Дагестана. Устье реки находится в 5,8 км от устья реки Саласы по левому берегу. Длина реки — 17 км, площадь водосборного бассейна — 39,4 км².
В среднем течении у реки расположено село Буртунай. В 600 метрах от устья принимает левый приток Алмактар.

## Данные водного реестра
По данным государственного водного реестра России относится к Западно-Каспийскому бассейновому округу, водохозяйственный участок реки — Сулак от Чиркейского гидроузла и до устья. Речной бассейн реки — Терек.
Код объекта в государственном водном реестре — 07030000212109300000055.